# Friedrich Wilhelm von Schlitz

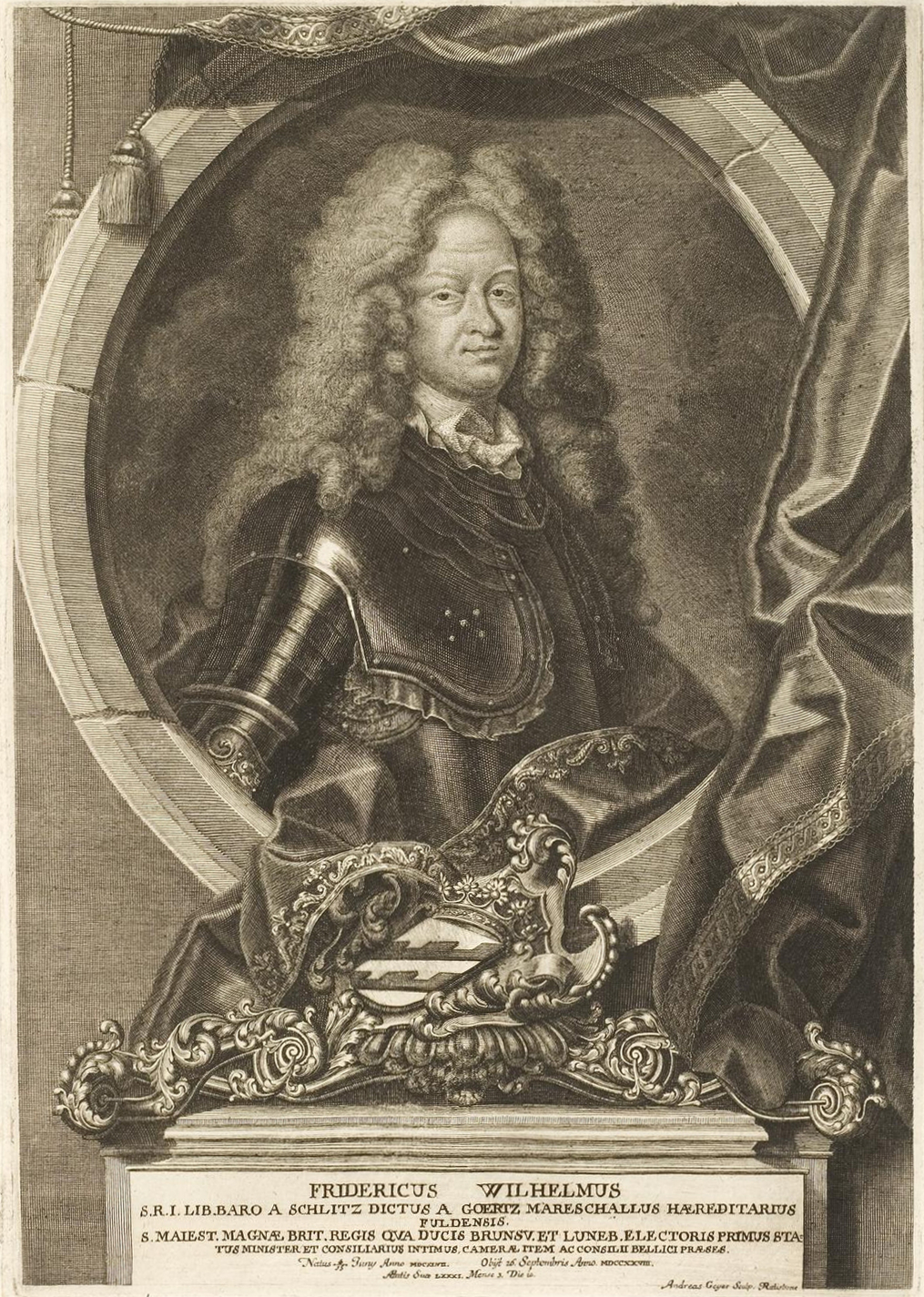
Friedrich Wilhelm von Schlitz

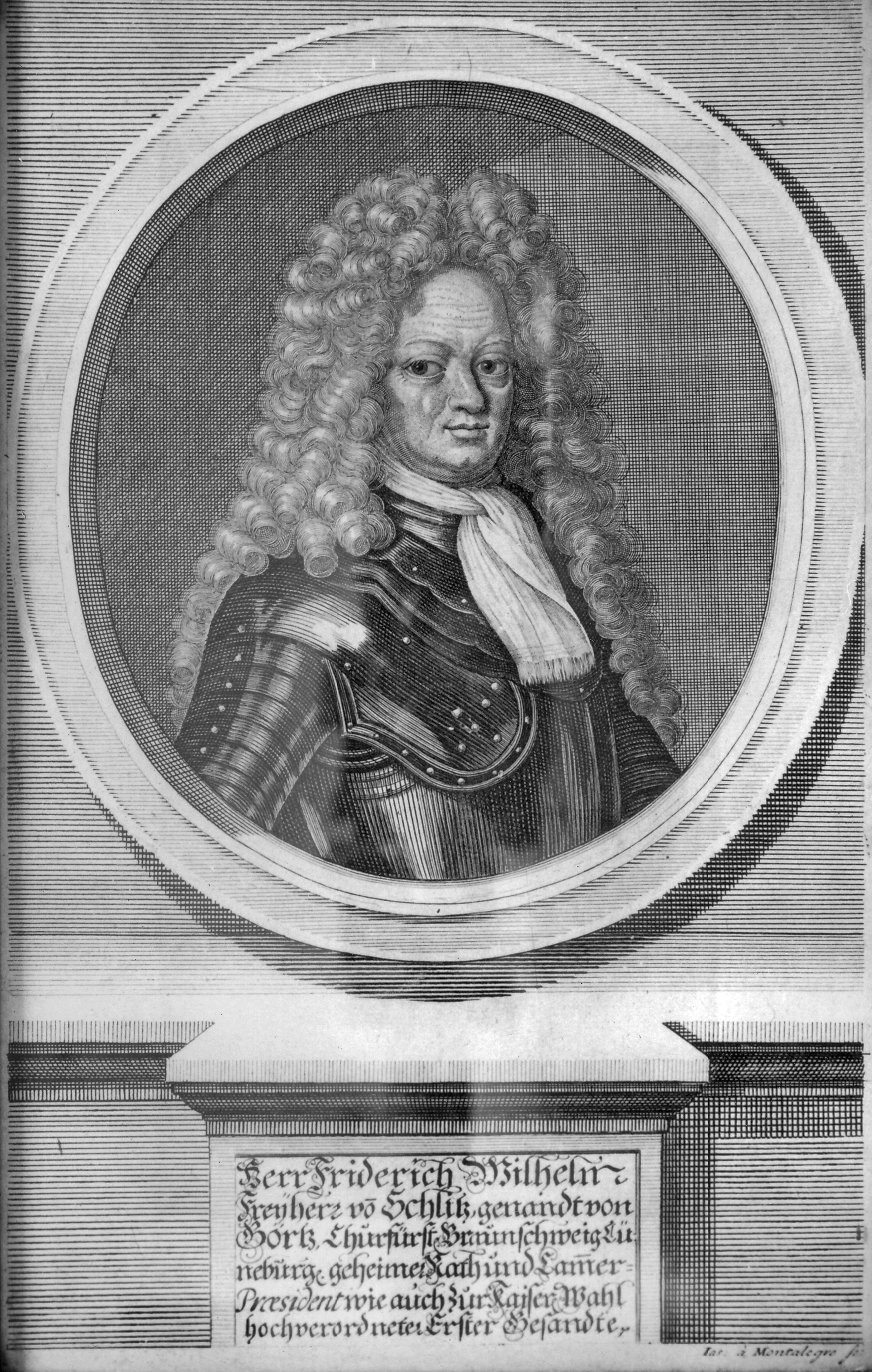
Friedrich Wilhelm von Schlitz 1712

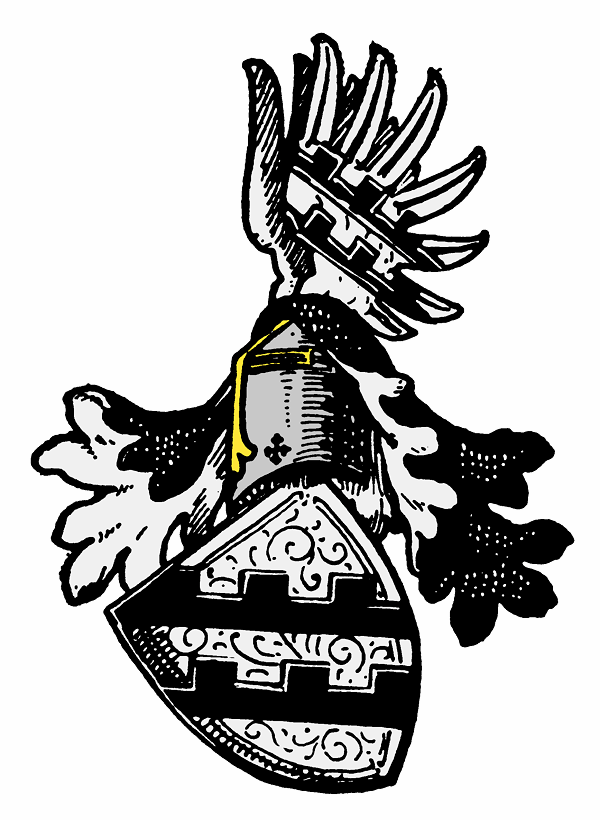
Wappen derer von Schlitz gen. von Görtz

Friedrich Wilhelm Graf von Schlitz genannt von Görtz (* 5. Junijul. / 15. Juni 1647greg. in Schlitz; † 26. September 1728 in Hannover) war Geheimrat und kurfürstlich braunschweig-lüneburgischer Kammerpräsident. Er war Eigentümer von Ort und Burg Schlitz im hessischen Vogelsbergkreis.

## Familie
Seine Eltern waren Johann Volprecht von Schlitz genannt von Görtz (1602–1677), Erbmarschall des Bistums Fulda, Ritterhauptmann und Direktor der Reichsritterschaft in Franken und dessen Ehefrau Anna Riedesel zu Eisenbach (1626–1681).
Friedrich Wilhelm war der jüngere Bruder von Johann Friedrich. Sein Vater wurde am 15. Juli 1677 in Wien in den Reichsfreiherrnstand erhoben, er selbst 1726 zum Reichsgrafen.
Er heiratete am 20. Oktober 1680 in Bruchhausen Anna Dorothea von Haxthausen (* 6. März 1663; † 6. Dezember 1728), Erbin von Abbenburg und Tochter von Hermann Christian von Haxthausen und Anna Gertrud von Grappendorf. 
Das Paar hatte mehrere Kinder, darunter:
- Johann (* 30. April 1683; † 28. Juni 1747) Schloßhauptmann, Kämmerer ⚭ 1718 Dorothea von Schlitz genannt Görtz (* 22. August 1696; † 1. September 1773), Tochter des Georg Ludwig Sittich von Schlitz genannt Görtz (1655–1696), Fürstlich-Hessen-Kasselischer Generalmajor und Gouverneur von Burg Rheinfels und der Katharina Maria von Künsberg aus dem Haus Thurnau
- Anna Meta (* 2. Februar 1686; † 1762)

⚭ Bodo von Oberg († 1713), Geheimrat und Kammerpräsident vom Hannover
⚭ 1714 Conrad von Ranck (1664–1739), hessen-kasselscher und schwedischer Generalleutnant
- Ernst August (* 1687; † 6. April 1720)[1] Oberkämmerer ⚭ Dorothea Maria Justina Chalon genannt Gehlen (* 19. März 1694; † 5. Februar 1770); ihr Sohn Karl Friedrich (1715–1750) heiratet 1737 Katharina Eva Sophie Freiin von Wrisberg (1721–1769) und begründet die Linie der Freiherren (ab 1817 Grafen) von Schlitz genannt von Görtz und von Wrisberg (Görtz-Wrisberg) auf Schloss Wrisbergholzen, Rittmarshausen, Limmer, Wesseln usw.
- Charlotte Sophie (1688–1689)
- Karl Friedrich (1690–1703)
- Christina Henriette (* 1695; † 19. April 1766) ⚭ Freiherr Rudolf Johann von Wrisberg (* 1677; † 30. August 1764)
- Friedrich (1698–1717)
- Christian Ludwig (1698–1720)
- Sophia (* 3. Dezember 1700; † 6. November 1771) ⚭ Friedrich Wilhelm von Wurmb (* 1690: † 7. April 1768) Herzoglich Sachsen-Gothaischer Kammerherr

## Leben
Schlitz war Geheimer Rat und Kammerpräsident des Kurfürsten Georg Ludwig von Braunschweig und Lüneburg (Hannover), der als König Georg I. die Linie der Hannoveraner auf dem Englischen Thron begründete.
" Bei Routineangelegenheiten verließ sich Georg auf seinen Kammerpräsidenten Görtz, der ein großer Finanzexperte war. Görtz galt als mustergültig unbestechlich."
Anfang des 18. Jahrhunderts ließ Friedrich Wilhelm in Schlitz das Schloss Hallenburg bauen. Ein Brand im Jahr 1755 und die später erfolgte Erweiterung um ein Stockwerk veränderten das Aussehen des klassizistischen Schlosses, das heute von der "Hessischen Akademie für musisch-kulturelle Bildung" als Landesmusikakademie genutzt wird.
1711 war er Wahlbotschafter für seinen Kreis bei der Kaiserwahl von Karl VI. in Frankfurt (Main). In dem 1712 erschienenen Werk "Continuatio Diarii..." anlässlich der Wahl findet sich ein Porträt des Politikers von dem Nürnberger Kupferstecher Joseph à Montalegre.
1714–16 ließ er das Schloss Rittmarshausen erbauen. 1725 ließ er in der Burgenstadt Schlitz eine neue Zentralbrauerei unterhalb der Schachtenburg bauen. Seine Initialen und das Baujahr zeigt noch heute der Türsturzstein über dem Eingang in die sogenannte "Tenne". Die Brauerei ging erst 1967 in den Besitz der Firma "Sämmtliche Riedesel Freiherren zu Eisenbach (Industriebetriebe) OHG" in Lauterbach über.